# Hseiniyeh - Tell Kalba
Hseiniyeh - Tell Kalba (tiếng Ả Rập: الحسينية تل كلبة) là một ngôi làng Syria nằm ở Abu al-Duhur Nahiyah ở huyện Idlib, Idlib. Theo Cục Thống kê Trung ương Syria (CBS), Hseiniyeh - Tell Kalba có dân số 2419 trong cuộc điều tra dân số năm 2004.